# Адер Кроуфорд
Адер Кроуфорд (англ. Adair Crawford; 1748—1795) — шотландський хімік, був піонером у розвитку калориметричних методів для вимірювання питомої теплоємності речовин і тепла хімічних реакцій.
У 1790 р. разом з Вільямом Крюйкшенком прийшов до висновку, що мінерал стронціаніт містить новий хімічний елемент, який пізніше названо стронцій. Крім того, — один з піонерів калориметрії.(англ. Experiments and Observations on Animal Heat, and the Inflammation of Combustible Bodies; 1779).

## Вибрані праці
- Crawford, Adair (1779). Experiments and Observations on Animal Heat, and the Inflammation of Combustible Bodies. London: Murray.(Second edition 1788)
- Crawford, Adair (1790). Experiments and Observations on the Matter of Cancer, and on the Aerial Fluids Extricated from Animal Substances by Distillation and Putrefaction; Together with Some Remarks on Sulphureous Hepatic Air. Philosophical Transactions of the Royal Society of London. 80: 391—426. doi:10.1098/rstl.1790.0026.
- Crawford, Adair (1816). An Experimental Enquiry into the Effects of Tonics and Other Medicinal Substances on the Cohesion of Animal Fibre. London: G. Hayden. Процитовано 7 лютого 2008.